# Pedaria estellae
Pedaria estellae är en skalbaggsart som beskrevs av Josso och Prévost 2006. Pedaria estellae ingår i släktet Pedaria och familjen bladhorningar. Inga underarter finns listade i Catalogue of Life.